# دن زر
دن زر (به انگلیسی: Dan Zehr) (زادهٔ ۱۸ آوریل ۱۹۱۶) شناگر اهل ایالات متحده آمریکا است.